# Stephan Krüger
Stephan Krüger (ur. 29 listopada 1988 w Rostocku) – niemiecki wioślarz, mistrz świata, reprezentant Niemiec w wioślarskiej czwórce podwójnej podczas Letnich Igrzysk Olimpijskich 2008 w Pekinie, a także w dwójce podwójnej podczas Letnich Igrzysk Olimpijskich 2012 w Londynie oraz Letnich Igrzyskach Olimpijskich 2016 w Rio de Janeiro.

## Osiągnięcia
- Igrzyska Olimpijskie – Pekin 2008 – czwórka podwójna – 6. miejsce[1].
- Mistrzostwa świata – Poznań 2009 – dwójka podwójna – 1. miejsce[1].
- Mistrzostwa Europy – Montemor-o-Velho 2010 – dwójka podwójna – 4. miejsce[1].
- Mistrzostwa świata – Bled 2011 – dwójka podwójna – 2. miejsce[1].
- Igrzyska Olimpijskie – Londyn 2012 – dwójka podwójna – 9. miejsce[1].
- Mistrzostwa Europy – Sewilla 2013 – dwójka podwójna – 4. miejsce[1].
- Mistrzostwa Świata – Chungju 2013 – dwójka podwójna – 3. miejsce[1].
- Mistrzostwa Europy – Belgrad 2014 – dwójka podwójna – 3. miejsce[1].
- Mistrzostwa Świata – Amsterdam 2014 – dwójka podwójna – 5. miejsce[1].
- Mistrzostwa Europy – Poznań 2015 – dwójka podwójna – 1. miejsce[1].
- Mistrzostwa Świata – Aiguebelette-le-Lac 2015 – dwójka podwójna – 4. miejsce[1].
- Mistrzostwa Europy – Brandenburg 2016 – dwójka podwójna – 2. miejsce[1].
- Igrzyska Olimpijskie – Rio de Janeiro 2016 – dwójka podwójna – 8. miejsce[1].